# Рименшнейдер, Тильман
Тильман Рименшнейдер, Тильман Рименшнайдер нем. Tilman Riemenschneider; ок. 1460, Хайлигенштадт — 7 июля 1531, Вюрцбург) — немецкий скульптор переходного времени от эпохи готики к искусству Северного Возрождения. Последний крупный мастер резных (нерасписных) деревянных алтарей.

## Биография
Тильман Рименшнейдер родился в Тюрингии между 1459 и 1462 годами. Когда он был ещё ребёнком, его отец был вынужден из-за участия в ранее проходивших междоусобицах вместе со всей семьёй бежать из города Хайлигенштадта, потеряв всё своё имущество. Он прибыл в Остероде в Гарце (Нижняя Саксония), где получил работу на монетном дворе. В начале 1470-х годов Тильман Рименшнейдер освоил искусство скульптора по камню и резчика по дереву. О месте и времени его обучения практически ничего не известно; предполагают, что он учился в Страсбурге и Ульме, а также, что он принадлежал к кругу выдающегося мастера Мартина Шонгауэра.

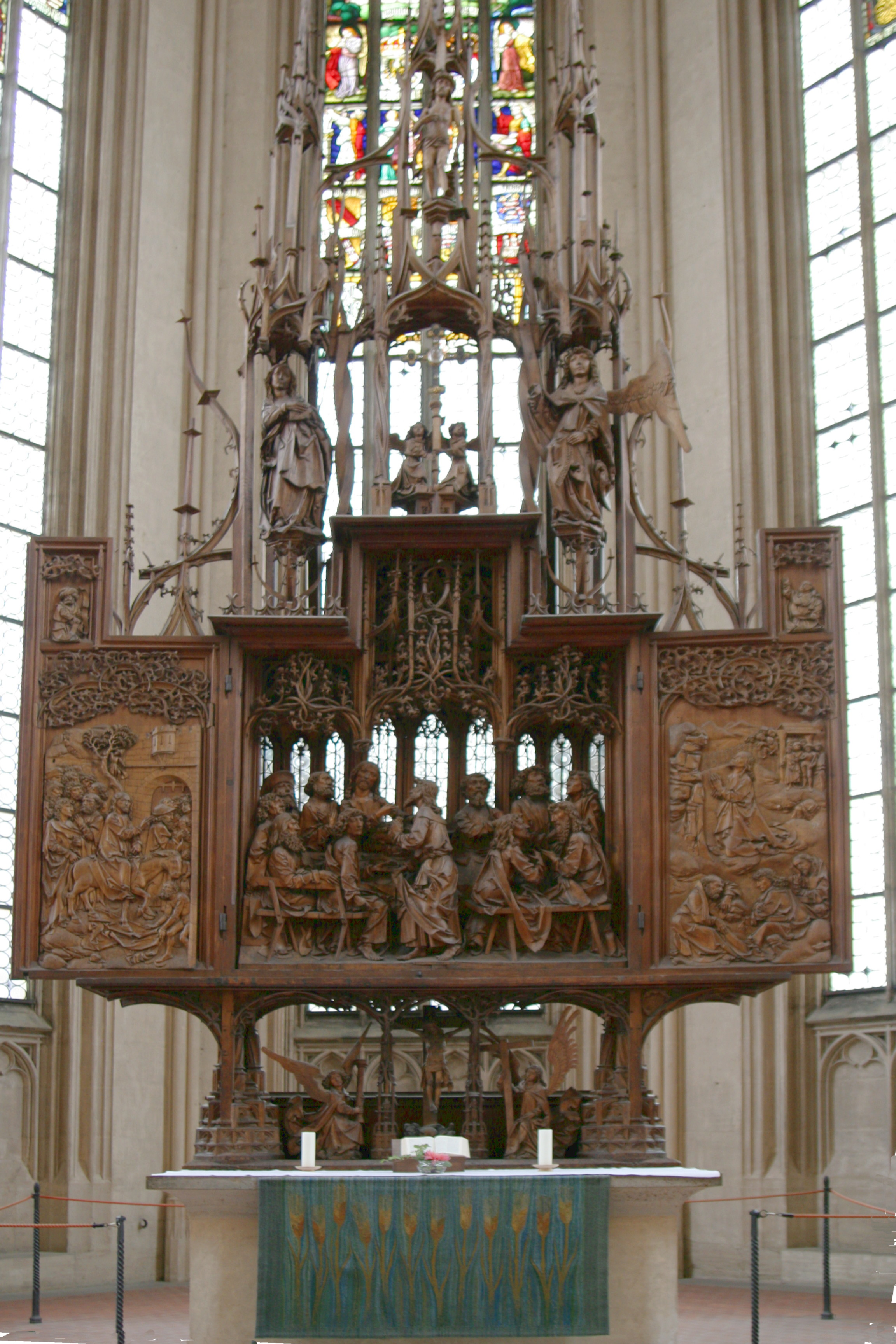
Алтарь Святой Крови. 1501—1504. Церковь Святого Иакова, Ротенбург-на-Таубере, Франкония

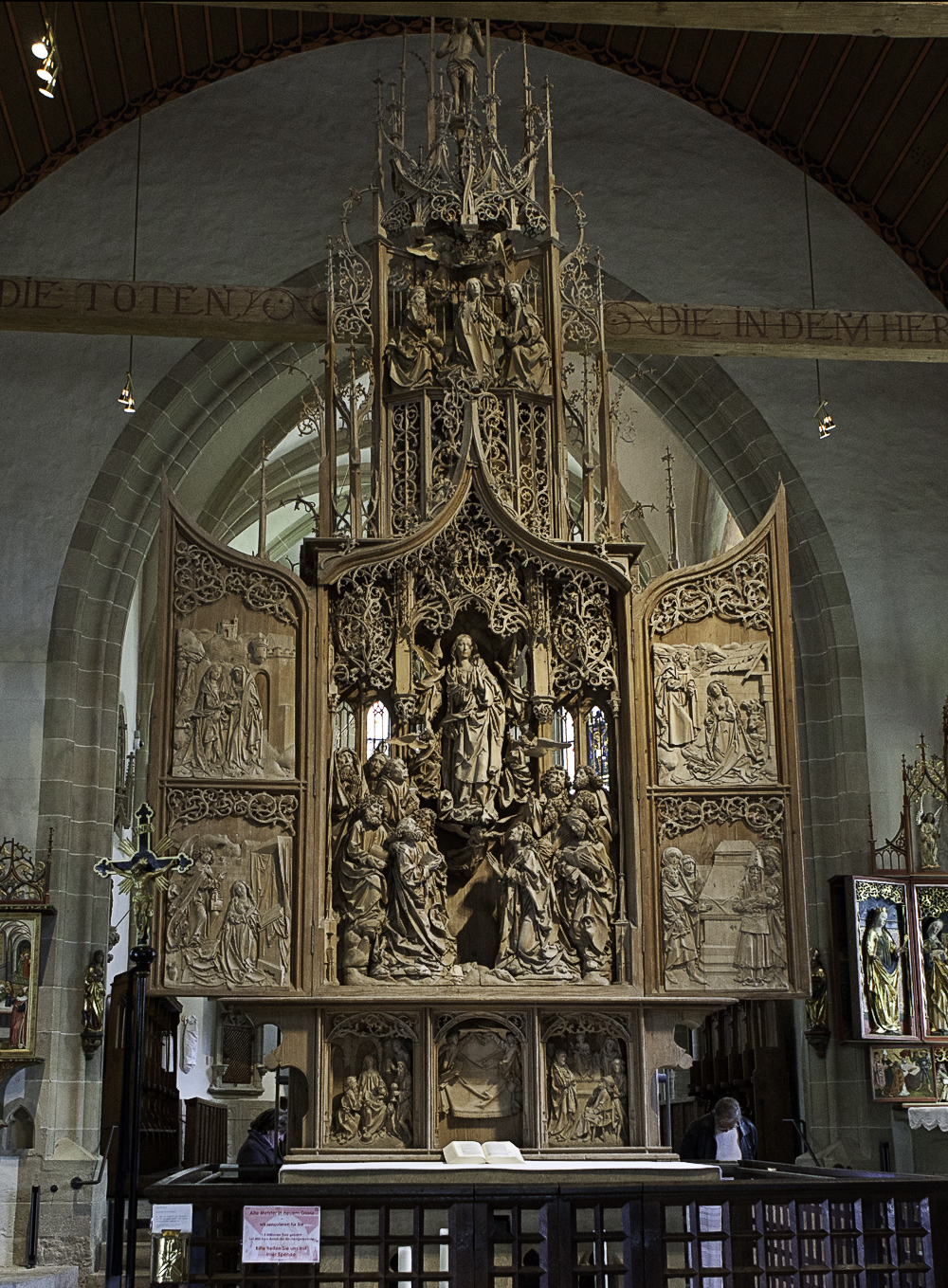
Алтарь Святой Марии. 1505—1510. Кладбищенская церковь, Креглинген, Баден-Вюртенберг

В 1483 году Тильман перебрался в Вюрцбург, где находилась резиденция епископа. 7 декабря 1483 года он был принят в качестве «младшего живописца» (Malerknecht) в Гильдию Святого Луки, которая объединяла живописцев, скульпторов и стекольных дел мастеров. 28 февраля 1485 года он женился на вдове ювелира Анне Шмидт, в этом браке имел трёх сыновей и дочь. Через десять лет его жена умерла, и Тильман женился вторично в 1497 году на Анне Раппольт. Этот брак длился девять лет и принёс ему также трёх сыновей и дочь. После смерти второй жены скульптор женился в третий раз, на Маргарете Вюрцбах, а после её смерти — в 1520 году в четвёртый раз. От последней жены известно лишь имя — Маргарета.
На произведения Рименшнейдера был большой спрос, и к 1500 году он стал зажиточным гражданином Вюрцбурга. Ему принадлежали в городе несколько домов, в окрестностях — большие земельные владения с собственным виноградником; в мастерской на него работали многие ученики и подмастерья. В ноябре 1504 года он был избран в городской совет Вюрцбурга, в котором заседал в течение двадцати лет, а с 1520 по 1524 год избирался бургомистром. В 1525 году в одном из эпизодов Крестьянской войны в Германии граждане Вюрцбурга осадили резиденцию епископа, находившуюся в замке Мариенберг на противоположном берегу Майна, однако не смогли взять её, и потерпели поражение в решающей битве 4 июня 1525 года. После этого все руководители города были взяты в плен и подвергнуты пыткам. Рименшнейдер провёл в плену два месяца и был отпущен. По легенде, ему сломали обе руки, после чего он не смог больше работать, однако этой версии нет никаких подтверждений. Большая часть его имущества была конфискована, и он больше не получал крупных заказов. Скульптор жил в Вюрцбурге до своей смерти в 1531 году в весьма преклонном возрасте. «Судя по чёткам на надгробном камне, он остался верен католичеству».
Его сын от второго брака Георг (Йорг) Рименшнейдер унаследовал мастерскую.

## Творчество
Имя Тильмана Рименшнейдера на долгое время было забыто; его открыли лишь в XIX веке. А в XX веке "Рименшнейдер затмил всех немецких мастеров своего времени, разве что исключая Дюрера. Для публики Рименшнейдер воплощал типично немецкие и типично готические черты. Сдержанная мужественность, тихая погружённость в себя, строгость и серьёзность образов Рименшнейдера передавали лучшее, что, казалось, было присуще немецкому народу.
Его скульптуры, вырезанные из дерева, отличаются выразительностью лиц, часто с отстранённым взглядом, а также тщательно выделенными деталями аксессуаров и одеяний. Многие скульптуры оставались монохромными — Рименшнейдер был первым крупным скульптором, отказавшимся раскрашивать деревянные статуи. Его скульптуры отличаются характерностью в передаче индивидуальных черт. Рименшнейдер оставался крупным мастером больших деревянных резных алтарей даже в «эпоху Дюрера», когда на смену скульптурным алтарям приходили живописные полиптихи с яркими красками и позолотой. "Для индивидуального стиля Рименшнейдера характерны экспрессивность в соединении с мягкостью пластики, лиризмом образов, но также подчёркнутая стилизация деталей — удлинённость пропорций, резкие изломы складок — качества, присущие художникам франконской школы.
В мастерской Рименшнейдера в 1501 году было двенадцать учеников, причём там работали одновременно резчики по дереву и каменотёсы (ситуация, невозможная в других городах с раздельным существованием цехов).
В 1981 году монетным двором ГДР была выпущена юбилейная монета достоинством в 5 марок, посвящённая 450-летию со дня смерти Тильмана Рименшнейдера.

## Галерея

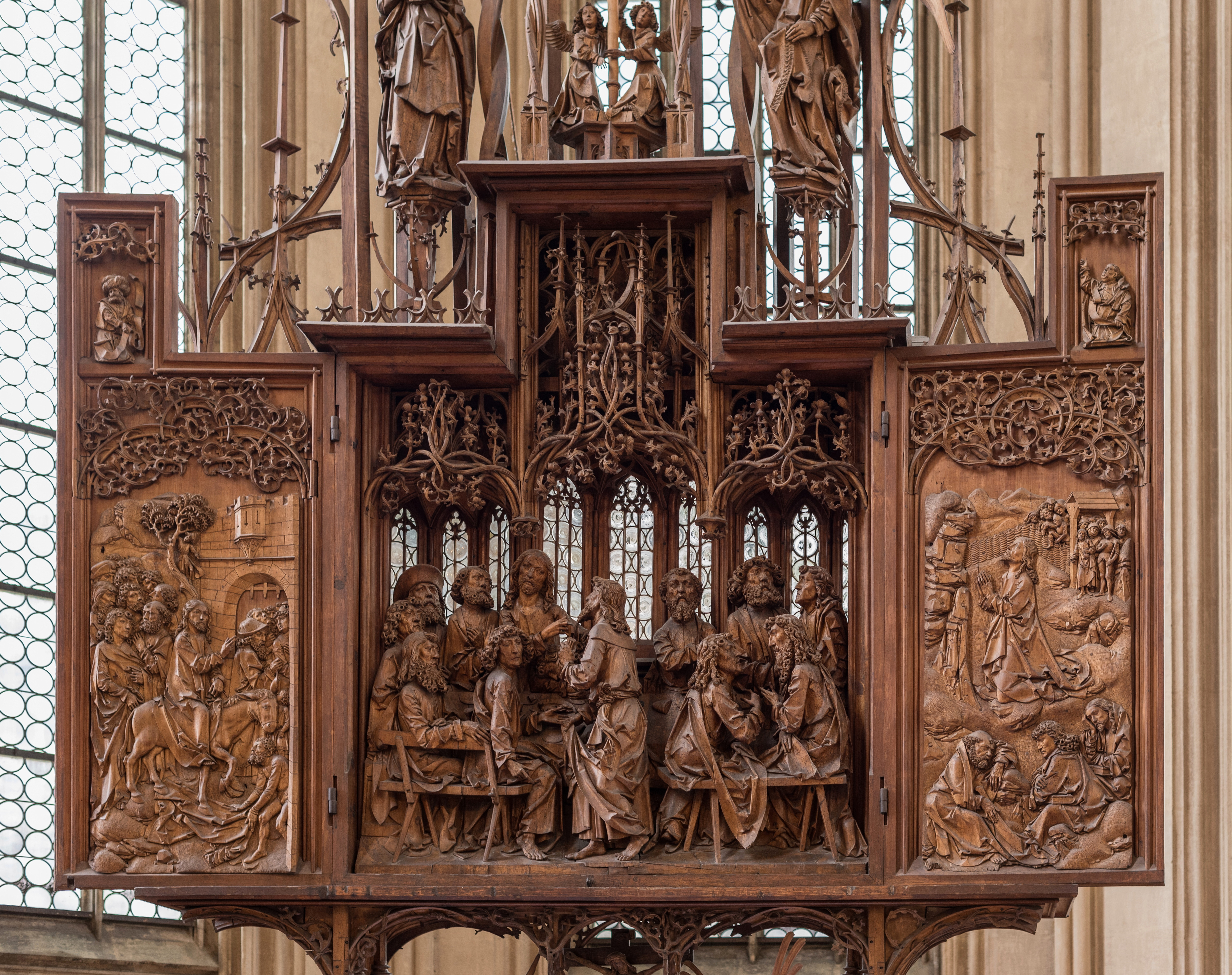
Алтарь Святой Крови. Центральная часть. 1501—1504. Церковь Святого Иакова, Ротенбург-на-Таубере, Франкония
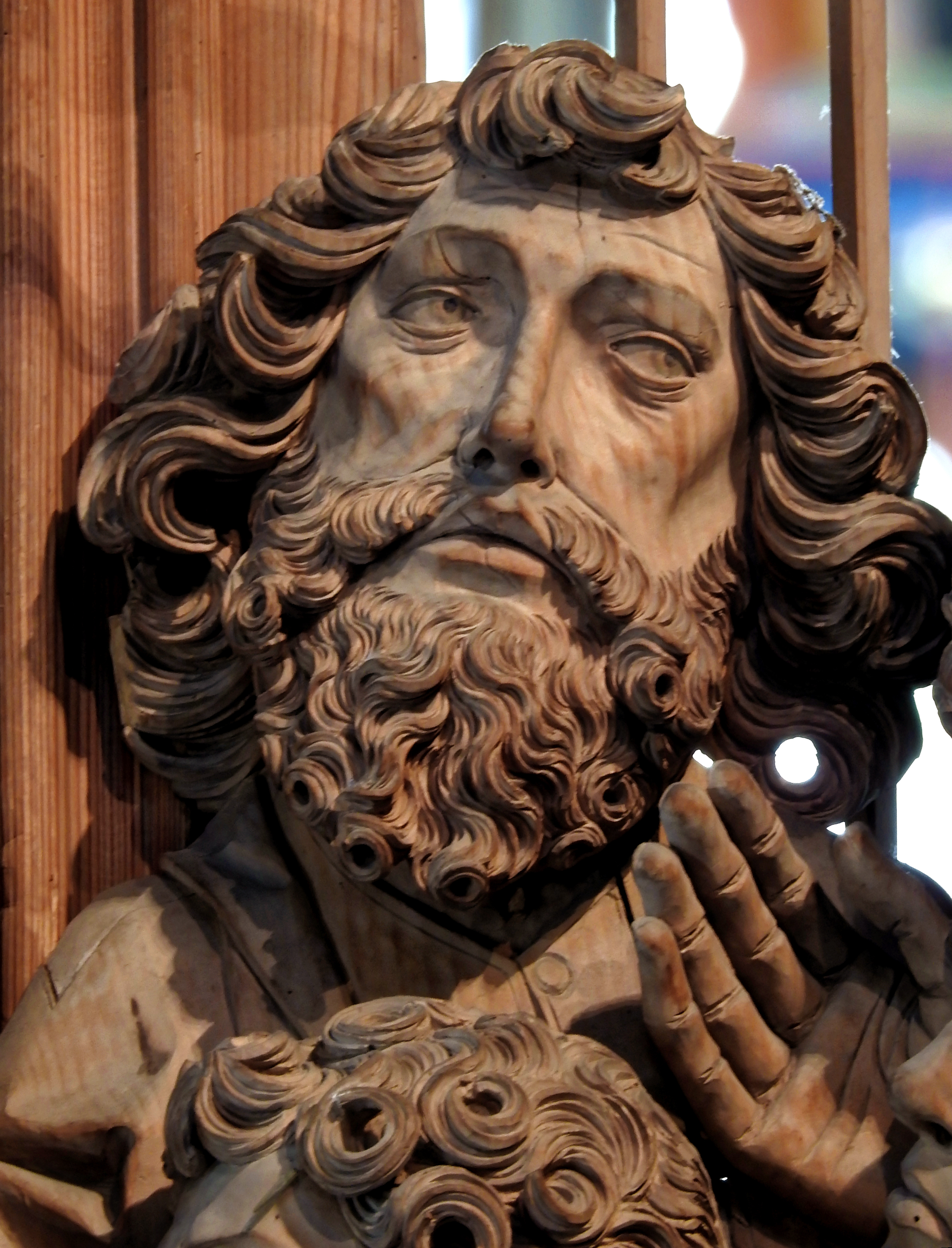
Голова апостола. Деталь алтаря Святой Марии. 1505—1510. Креглинген, Баден-Вюртенберг
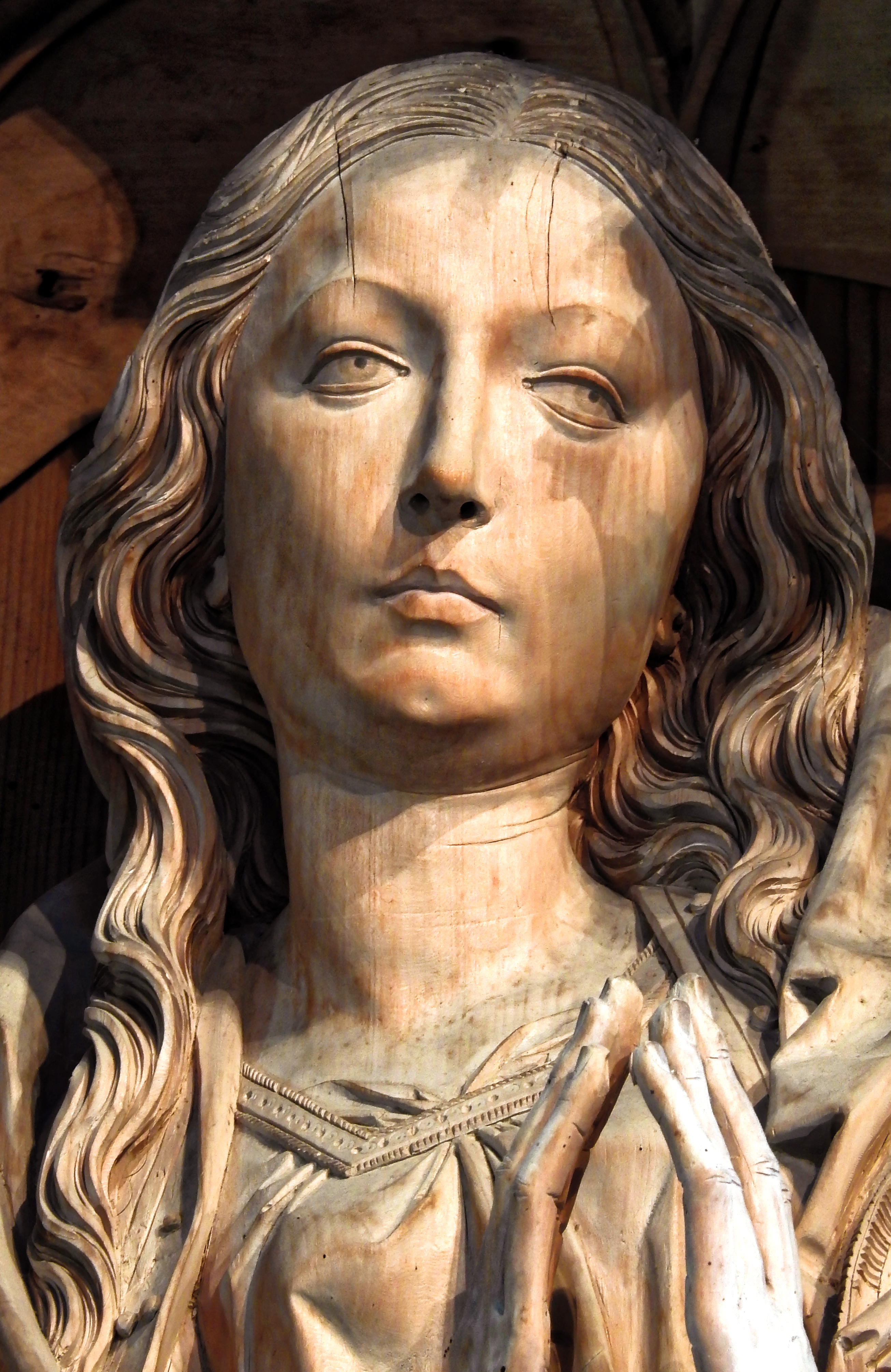
Голова Девы Марии. Деталь алтаря Святой Марии. 1505—1510. Креглинген, Баден-Вюртенберг
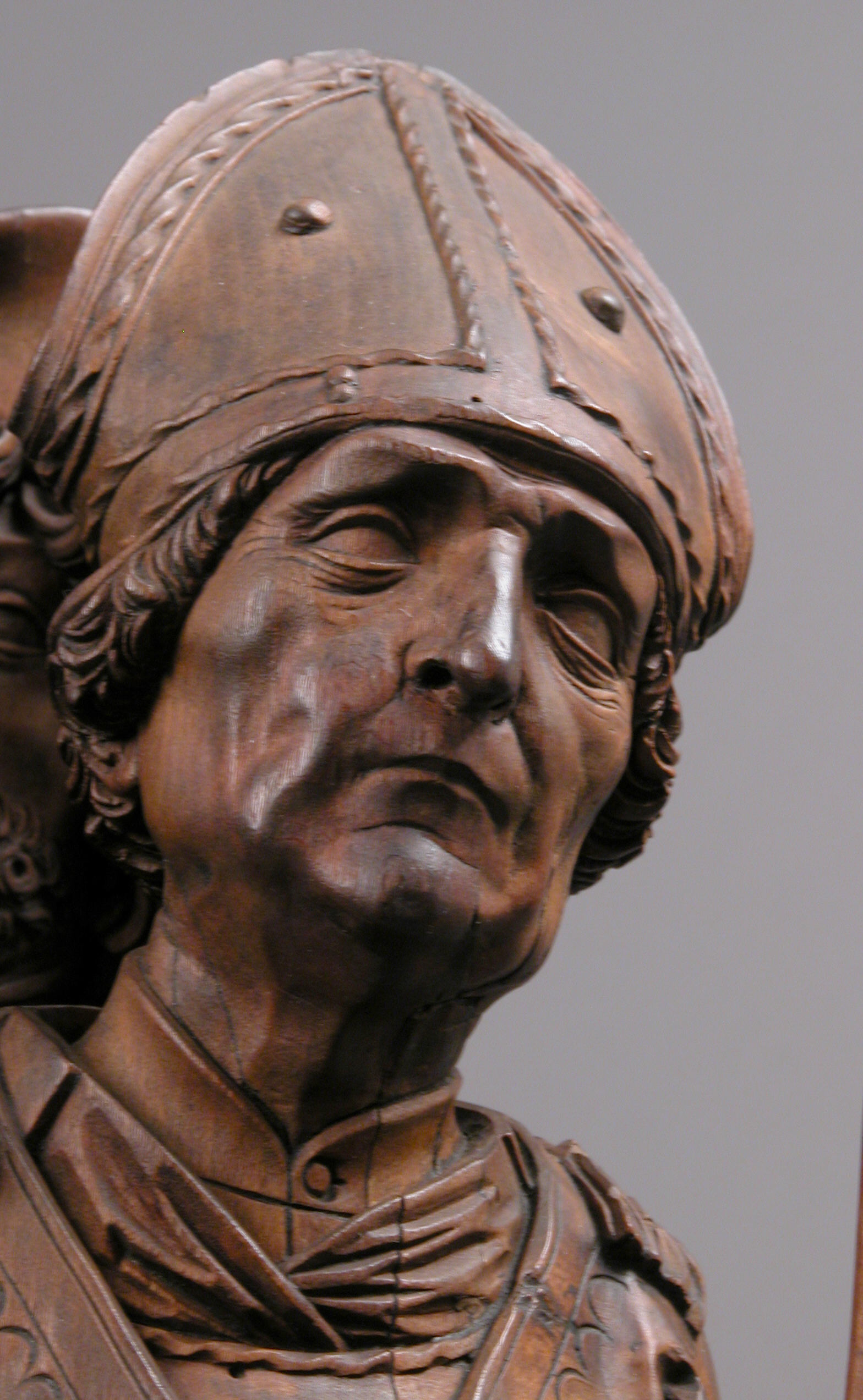
Святой Эразм. Деталь. 1500–1505. Дерево, Метрополитен-музей, Нью-Йорк
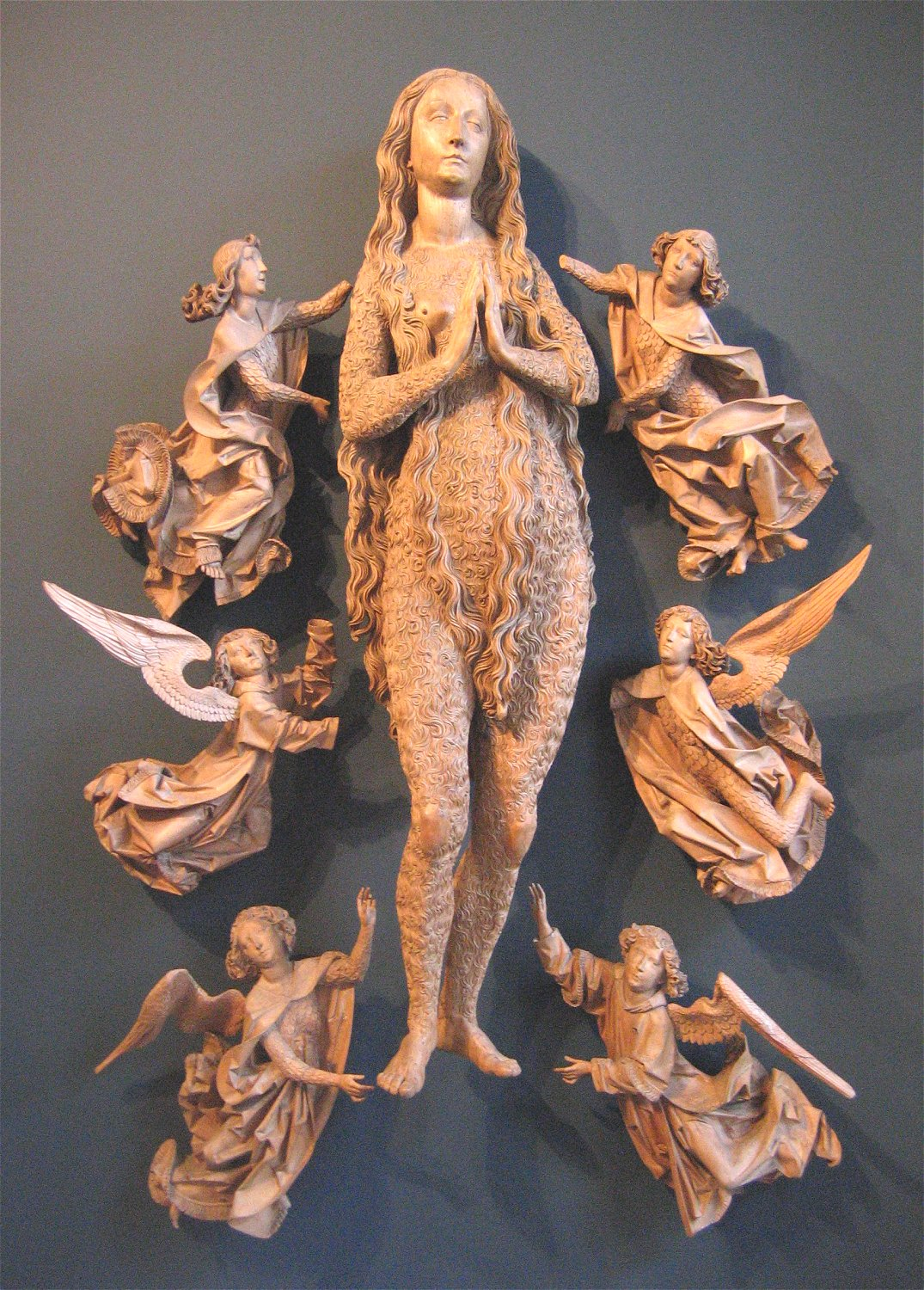
Вознесение Марии Магдалины. Деталь Мюннерштадского алтаря. 1400-1492. Дерево. Баварский национальный музей, Мюнхен
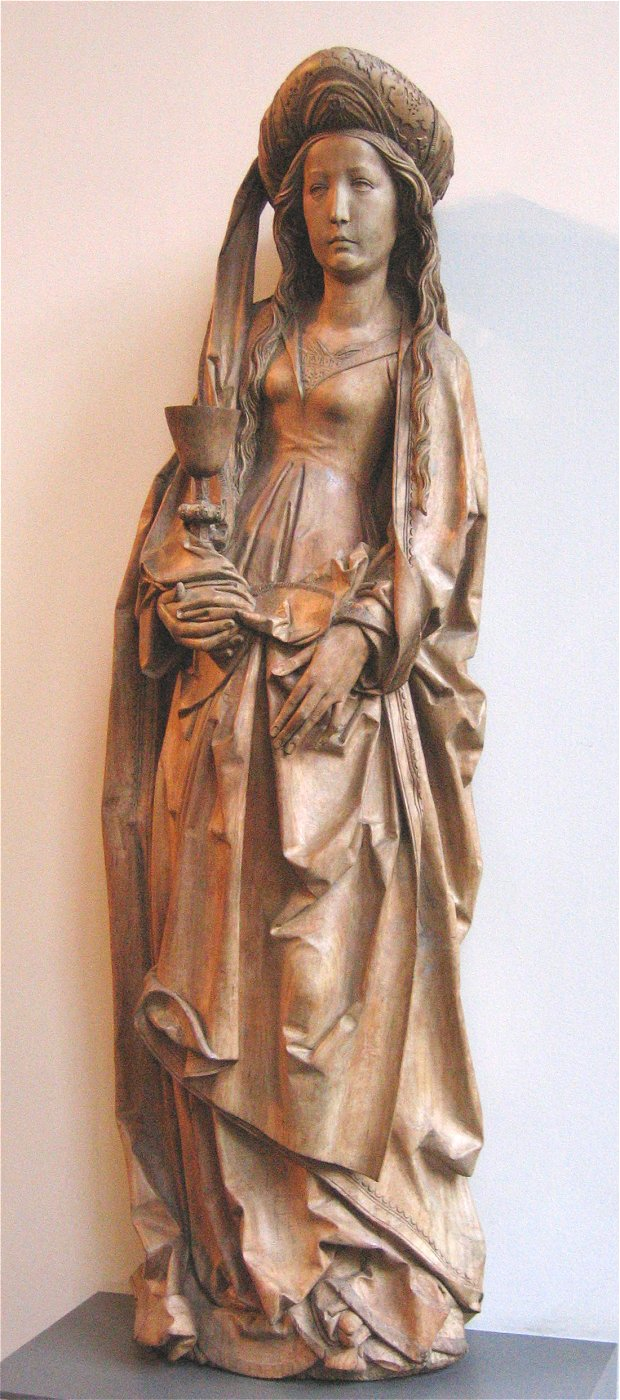
Святая Варвара. 1510. Дерево. Баварский национальный музей, Мюнхен
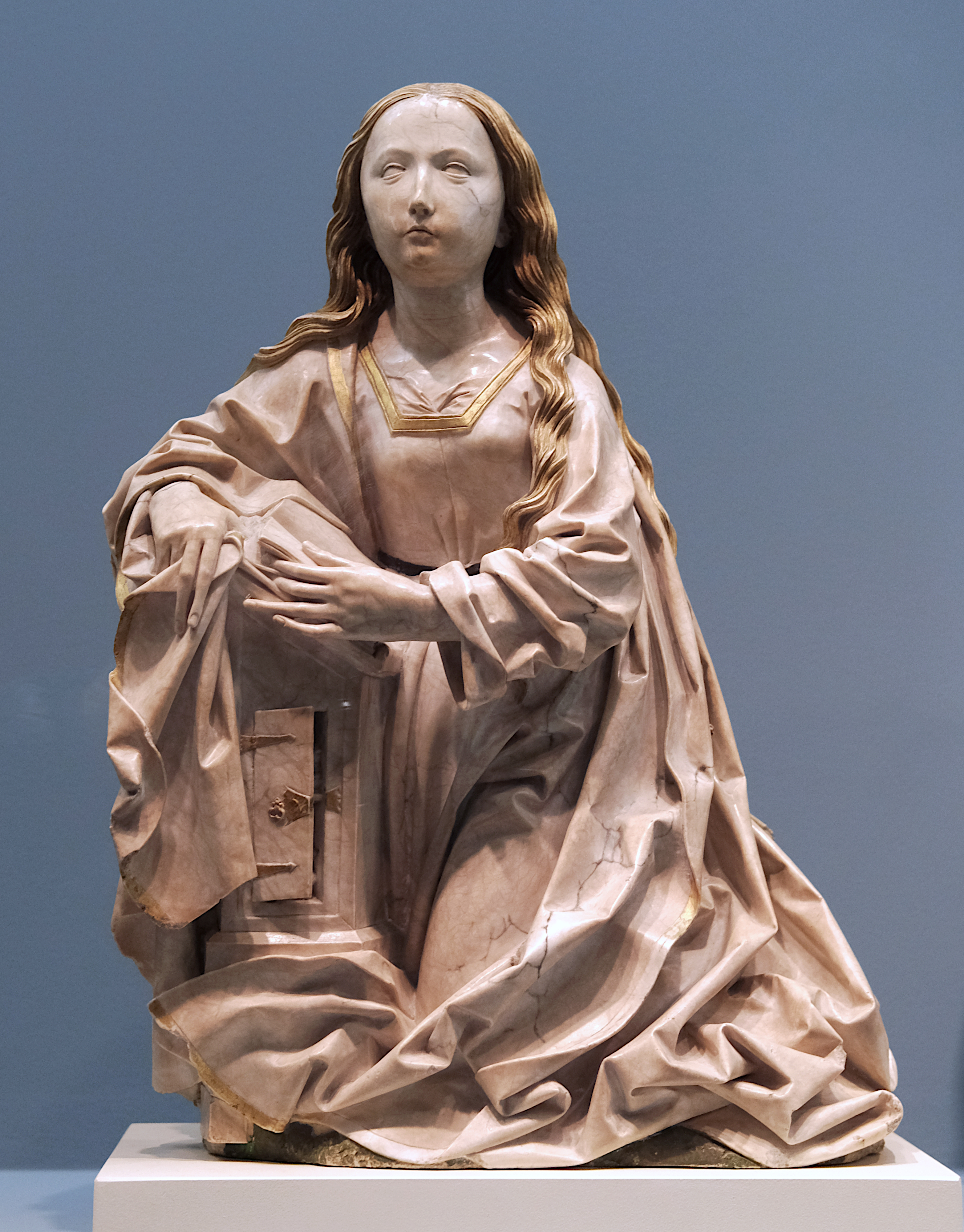
Дева Мария Благовещения (вариант). Ок. 1495. Дерево. Лувр, Париж
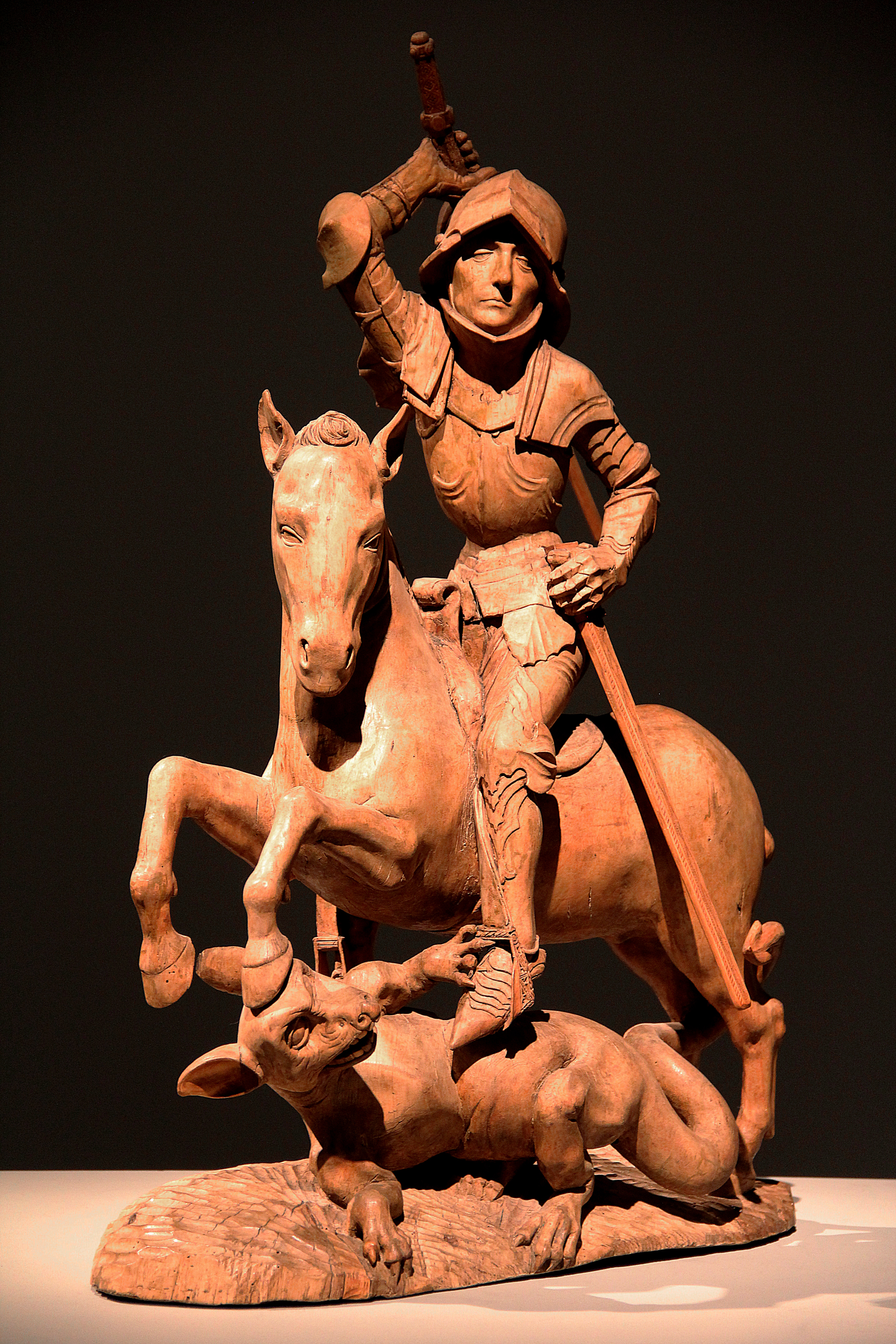
Святой Георгий в битве с драконом 1490—1495. Дерево. Скульптурное собрание, Берлин

## Произведения
Самое большое собрание произведений Рименшнейдера (81) находится в Майнско-Франконском музее на территории крепости Мариенберг в Вюрцбурге. Ниже приведён неполный список произведений скульптора.
- Хассенбахская вечерня (нем. Hassenbacher Vesperbild), липа, около 1490 (Обертульба, церковь в Хассельбахе)
- Алтарь прощания апостолов (нем. Apostel-Abschiedsaltar), 1491 (Кляйншварценлоэ около Нюрнберга, лютеранская Церковь Всех Святых)
- Алтарь Магдалины (нем. Magdalenenretabel), 1490/92, католическая церковь Марии Магдалины в Мюннерштадте
- Адам и Ева (нем. Adam und Eva), песчаник, 1491/94 (Вюрцбург, Майнско-Франконский музей. Копия 1975 года выставлена на первоначальном месте, портале часовни Богоматери на Рыночной площади
- Мадонна в сиянии (нем. Mondsichelmadonna), 1495 (Музей прикладного искусства (Кёльн), Inv. Nr. A 1156)
- Гробница епископа Рудольфа II фон Шеренберга (нем. Grabmal des Bischofs Rudolf II. von Scherenberg), 1496/99, Вюрцбургский собор
- Гробница Генриха II Святого и Кунигунды (нем. Kaisergrab im Bamberger Dom), 1499/1514, Бамбергский собор
- Святая Анна (нем. Hl. Anna und ihre drei Gatten), дерево, около 1505/1510 (Берлин, собрание скульптуры и музей византийского искусства)
- Скорбящая Мария из Ахольсхаузена (нем. Trauernde Maria aus Acholshausen), около 1505 (Вюрцбург, Майнско-Франконский музей)
- Алтарь Марии в Креглингене (нем. Creglinger Marien-Retabel), липа, между 1505 и 1508 годами, церковь Herrgottskirche, Креглинген
- Алтари апостолов, отцов церкви и Благовещения (нем. Apostelaltar, Kirchenväteraltar und Verkündigungsaltar), липа, около 1500, церковь святого Леонарда, Бибра (около Майнингена)
- Распятие (нем. Kruzifixus), между 1500 и 1505, католическая церковь святого Николая в Айзингене
- Алтарь святой Крови (нем. Heiligblut-Retabel), липа, 1501—1505, церковь святого Иакова, Ротенбург-об-дер-Таубер
- Алтарь двенадцати апостолов (нем. Zwölfbotenaltar), 1509, происходит из церкви святого Килиана (Виндсхайм), сейчас в музее Курпфальца, Хайдельберг
- Алтарь распятия (нем. Kreuzigungs-Retabel), 1505—1508, церковь святых Петра и Павла в Детванге, Ротенбург-об-дер-Таубер
- Надгробный алтарь епископа Лоренца фон Бибра (нем. Epitaphaltar des Fürstbischofs Lorenz von Bibra), 1520/22, (Вюрцбургский собор)
- Мадонна в розарии (нем. Madonna im Rosenkranz), около 1521/24 (церковь Марии в винограднике около Фолькаха)
- Оплакивание Христа (нем. Beweinung Christi), песчаник, 1525 (католическая церковь святой Афры, Майдбронн около Вюрцбурга)
- Оплакивание Христа (нем. Beweinungsgruppe Christi), дерево, около 1515, в церкви святых Петра и Павла, Гроссостайм
- Скорбящие жёны (нем. Trauernde Frauen), липа, около 1500, Вюртембергский музей, Штутгарт.